# Timbres de France 1853
Cet article recense les timbres de France émis en 1853 par l'administration des Postes. 

## Généralités

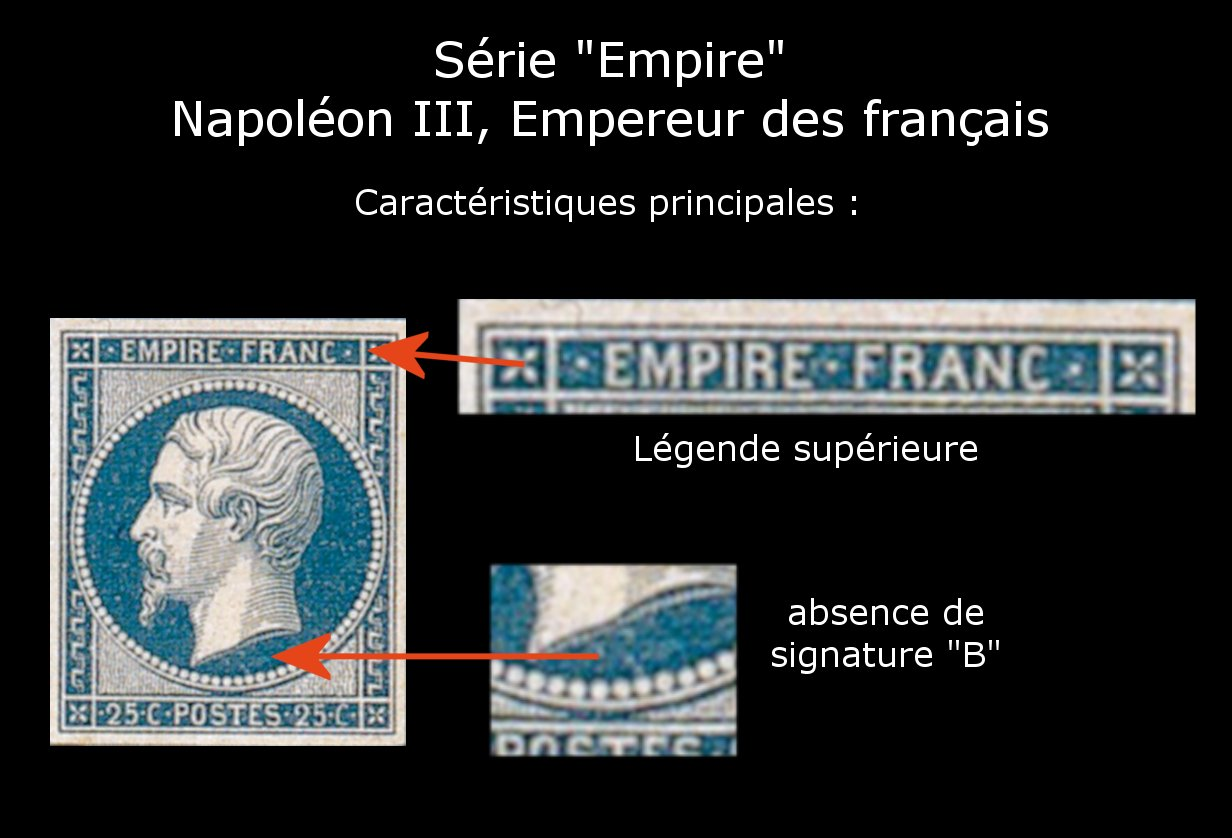
Caractéristiques du type Empire

Les timbres émis en 1853 sont au type Louis-Napoléon Bonaparte en usage depuis 1852. La légende est cependant modifiée et devient « EMPIRE FRANC » pour Empire français.
La production des timbres de la série « Présidence » en cours est stoppée (un 40c orange notamment). Les timbres antérieurement émis restent (sauf pour ceux devenus sans usage postal) à la disposition du public, jusqu'à remplacement à leur épuisement.
La valeur faciale est libellée en centimes (c.) et en franc français (F.).

### Tarifs
Voici les tarifs qui pouvaient être réalisés avec un seul timbre émis en 1853. 
Tarifs intérieurs :
- 10 c. : lettre de moins de 7,5 grammes circulant dans un même arrondissement postal
- 10 c. : lettre de moins de 15 grammes circulant dans une même ville (y compris Paris à partir du 1er juillet)
- 25 c. : lettre de 15 à 30 grammes circulant dans Paris (avant le 1er juillet 1854)
- 25 c. : lettre de moins 7,5 grammes vers le reste du pays.
- 40 c. : lettre de 30 à 60 g. circulant dans une même ville sauf Paris (puis aussi à Paris à partir du 1er juillet 1853.
- 40 c. : lettre de 7,5 à 15 grammes vers le reste du pays (à partir du 1er juillet 1854)
- 1 F. : lettre de 15 à 100 grammes vers le reste du pays

Tarifs vers l'étranger :
- 40 c. : lettre légère vers Bade, la Belgique, le Luxembourg, la Suisse
- 1 F. : lettre légère vers les États pontificaux (à partir du 1er octobre), l'île Maurice et les Seychelles

## Juillet
Le 1er juillet, a lieu un changement de certains tarifs postaux intérieur et pour l'étranger. 
La Loi du 7 mai 1853 (applicable au 1er juillet 1853) est innovatrice. Le tarif spécifique de « Paris pour Paris » est abaissé de 15 centimes à 10 centimes pour les lettres prépayées par l'expéditeur (donc préaffranchissement par un timbre-poste). Par contre, les lettres non prépayées sont toujours taxées à 15 centimes, payé par le destinataire.
Tarifs des lettres : « Paris pour Paris »
| Échelon de poids            | Tarif Port Payé | Tarif Port Dû | Date d'émission du timbre correspondant |
| --------------------------- | --------------- | ------------- | --------------------------------------- |
| 1er : jusqu'à 15 g          | 10 c.           | 15 c.         | 12 septembre 1850                       |
| 2e : de 15 à 30 g           | 20 c.           | 25 c.         | 1er juillet 1854                        |
| 3e : de 30 à 60 g           | 30 c.           | 35 c.         | combinaison 10 c. + 20 c.               |
| par tranche de 30 g au-delà | 10 c.           | 10 c.         | combinaisons                            |

L'effet est immédiatement perceptible, les commerçants iront mêmes jusqu'à faire des étiquettes de propagande pour l'affranchissement préalable avec un timbre-poste, le gain étant de 33 % (1 « sous », soit 5 centimes) pour les lettres de moins de 15 grammes (les plus fréquentes). Le volume de courrier augmente dans Paris et les déficits de l'administration postale diminuent.
L'expédition d'une lettre postée à Paris et à délivrer dans Paris se confond désormais avec le tarif d'une lettre circulant dans une même ville ou la même commune en province. Ceci rend moins utile le timbre-poste au type Cérès de 15 centimes vert, qui devient rare sur lettre dès le 1er juillet 1853.
L'administration postale généralise cette dissociation des tarifs « port payé » et « port dû » à toutes les lettres circulant en France en 1854.

## Août
Le premier août, apparaît un tarif spécifique pour les imprimés (journaux et assimilés, ainsi que les communications commerciales en nombre) sous bande.
- Moins de 5 g. : port fixé à un centime
- 5 g. à 10 g. : 2 centimes
- 10 g. à 15 g. : 3 centimes
- par tranche de 5 grammes supplémentaires : 5 centimes.

Deux timbres seront émis : 1 centimes et 5 centimes, en novembre 1860 pour pouvoir réaliser ces affranchissements. Les autres valeurs de timbres poste sont prévues (2 centimes et 3 centimes).

## Septembre

### Napoléon III, 40 centimes orange

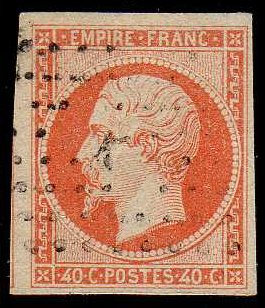
40 centimes orange « Empire ». Oblitération de Paris (Bureau K): losange de point avec au centre K en lettre bâton.

En septembre, est émis un timbre non dentelé de 40 centimes de couleur orange sur papier jaunâtre représentant l'empereur Napoléon III et légendé « EMPIRE FRANC ». Il remplace le timbre de mêmes couleur et valeur au type Cérès émis en février 1850.
Le type Napoléon III « Empire » est dessiné et gravé par Jacques-Jean Barre. Le timbre est imprimé en typographie à plat, en feuille de trois cents exemplaires, divisée en deux panneaux de 150 timbres (15 lignes de 10 timbres).
Il est remplacé à partir de septembre 1862 par un timbre de 40 centimes dentelé. Le tirage total a été d'environ 59 millions de timbres répartis sur 14 tirages réalisés de 1853 à 1862, dont les teintes vont de l'orange jaune pâle à l'orange foncé dense dit orange vif, le papier teinté dans la masse varie du jaune orangé pâle au blanc, avec une teinte intermédiaire de papier particulière de jaune clair dit paille. L'encre orange de ce timbre, qui contient du chromate de plomb, a parfois tendance à brunir, voire à noircir, il ne s'agit donc pas d'une variété de teinte particulière. Tous les timbres-poste imprimés ont été vendus, les 40 centimes orange neuf sont peu fréquents.
Cette valeur n'avait aucun usage particulier lors de son émission en septembre 1853, il a alors été utilisé sur des courriers à destination de l'étranger ou comme complément d'affranchissement, en combinaison, notamment pour réaliser 50 centimes, tarif du port double d'une lettre. Il a aussi été utilisé dès sa mise en service sur des lettres pesantes (60g à 90g) de et à destination de Paris. Mais à partir du 1er juillet 1854, un changement des tarifs lui donne un nouvel usage plus large : le port des lettres de 7,5 grammes à 15 grammes dans la même ville (port territorial double). Le 40 c. orange a aussi été largement utilisé dans les bureaux français à l'étranger, les oblitérations de ces bureaux sont donc assez fréquentes sur cette valeur.

### Napoléon III, 1 franc carmin

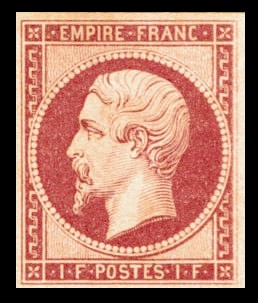
1 franc rouge carmin « Empire » (1853).

En septembre, est émis un timbre non dentelé de 1 franc de couleur carmin représentant l'empereur Napoléon III et légendé « EMPIRE FRANC ». Il remplace le timbre de mêmes couleur et valeur au type Cérès émis en janvier 1849.
Le type Napoléon III « Empire » est dessiné et gravé par Jacques-Jean Barre. Le timbre est imprimé en typographie à plat, en feuille de trois cents exemplaires, divisée en deux panneaux de 150 timbres (15 lignes de 10 timbres).
La planche d'impression comporte un timbre « tête-bêche », case 131 du panneau droit, le nombre de paires potentiellement imprimées est de 3000 (on n'en connait que 3 paires oblitérées sur lettre, dont deux à destination des États-Unis
Il est retiré de la vente dès juillet 1854 pour éviter une confusion de couleur avec un 80 centimes émis en décembre 1854, cette dernière valeur correspondant au nouveau tarif des lettres de plus de 15 grammes circulant dans toute la France. Le tirage total du 1 franc est d'environ 900 000 exemplaires, en un seul tirage très uniforme réalisé entre le 17 août 1853 et le 29 septembre, presque tous les timbres semblent avoir été vendus. Curieusement le « 1 franc rouge Empire » est presque aussi rare neuf qu'oblitéré. Il ne doit sa moindre cotation par rapport au 1 francs vermillon Cérès qu'à sa moindre demande par les collectionneurs, car ces deux timbres sont presque aussi rares l'un que l'autre et ont eu des usages très courts tous les deux : moins d'un an.
Cette valeur n'a pas fait l'objet d'une réimpression en 1862 à la suite de la demande de Sir Rowland Hill pour sa collection personnelle, car il restait des timbres à la Monnaie de Paris. Mais un retirage fut réalisé en 1863, après épuisement de ce petit stock, pour satisfaire d'autres demandes officielles (retirage de 20 feuilles de 300, soit 6000 timbres-poste, et comportant 20 têtes-bêche).
En dehors du 5 francs Empire lauré de 1869, il faut attendre le type Sage et l'année 1876 pour voir émettre durablement un timbre d'un franc.

## Décembre

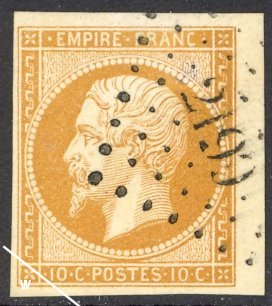
10 centimes bistre, type 1, « Empire ». Oblitération losange « PC » (ou petits chiffres) n°2199 : Mulhouse, Haut-Rhin

### Napoléon III, 10 centimes bistre (Type I)[5]
En décembre, est émis un timbre non dentelé de 10 centimes de couleur bistre représentant l'empereur Napoléon III et légendé « EMPIRE FRANC ». Il remplace le timbre de mêmes couleur et valeur au type Prince-Président légendé « REPUB FRANC » émis en décembre 1852.
Le type Napoléon III « Empire » est dessiné et gravé par Jacques-Jean Barre. Le timbre est imprimé en typographie à plat, en feuille de trois cents exemplaires, divisée en deux panneaux de 150 timbres (15 lignes de 10 timbres).
Le « 10 centimes Empire (type 1) »  est remplacé à partir de 1860 par un timbre de 10 centimes, dans la même couleur presque identique au type 2. Les philatélistes spécialisés ont découvert que ce timbre a connu deux types différenciables aux traits des mèches de cheveux du personnage. Le « 10 centimes Empire type 1 » est imprimés entre le 26 octobre 1853 et septembre 1860 avant que les planches usées ne soient remplacées par de nouvelles, quasi identiques, au « type 2 », qui apparaît sur le courrier en septembre 1860 au fur et à mesure du réapprovisionnement à la suite de l'épuisement des stocks des timbres dans les bureaux.
Les six tirages, au type I, réalisés avec 9 demi-planches d'impression, ont produit environ 223 000 000 de timbres-poste, c'est un des plus importants de l'histoire des timbres « classiques » français, avec le 20 centimes bleu « Empire ».
Ces tirages qui s'étendent sur une longue période (7 ans) présentent des variations de teinte et de papier (teinté dans la masse) importantes. Certaines sont très recherchées par les philatélistes.
Le premier tirage débute par des timbres bistre jaune sur papier jaunâtre, puis passe au jaune citron (foncé) sur papier jaune, les tirages suivant montrent des timbres bistre jaune sur chamois, bistre orangé sur jaune, bistre jaune foncé, jaune citron clair pâle (impression usée) et termine par une teinte bistre brun soutenue.

### Napoléon III, 25 centimes bleu

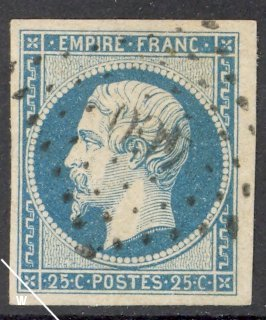
25 centimes type « Empire » bleu, type I.

Le 3 décembre, est émis un timbre non dentelé de 25 centimes de couleur bleu représentant l'empereur Napoléon III et légendé « EMPIRE FRANC ». Il remplace le timbre de mêmes couleur et valeur au type Prince-Président légendé « REPUB FRANC » émis en décembre 1852.
Le type Napoléon III « Empire » est dessiné et gravé par Jacques-Jean Barre. Le timbre est imprimé en typographie en feuille de trois cents exemplaires.
Il est retiré de la vente le 1er juillet 1854 à la suite d'une baisse des tarifs postaux pour l'expédition d'une lettre vers le reste de la France : de 25 c à 20 c pour la lettre de moins de 7,5 grammes.
Ce timbre-poste a été imprimé sur trois planches d'impression, et seulement au cours de deux tirages. Il a été fabriqué en tout 14 756 000 timbres-poste environ. Les timbres du premier tirage sont plutôt « bleu franc », dans la continuité des tirages du type précédent, par contre au cours du deuxième tirage, l'encre s'éclaicie, et une partie du tirage est dite « bleu laiteux ». Ce bleu proche du bleu céruléum, est toutefois moins « blanc » que les tirages du type suivant : le 20 centimes Empire bleu de 1854. Les tirages sont dans l'ensemble assez homogènes et les différences de teinte sont faibles.
Ce timbre-poste est recherché sur lettre et document, car son utilisation a été très brève : huit mois seulement.

## Sources